# محمدرضا زرین‌دست
محمدرضا زرین دست (متولد ١١ اردیبهشت ۱۳۱۶ خورشیدی در بروجرد)، محقق و استاد دانشکده پزشکی دانشگاه علوم پزشکی تهران است.

## زندگی‌نامه
محمدرضا زرین دست در سال ۱۳۱۶ در شهر بروجرد متولد شد. تحصیلات ابتدایی را در دبستان اعتضاد شهر بروجرد سپری کردو تحصیلات متوسطه را در  دبیرستان پهلوی بروجرد   به اتمام رسانید و در سال ۱۳۳۷ در رشتهٔ داروسازی دانشکده داروسازی دانشگاه تهران قبول شد و در سال۱۳۴۲ فارغ‌التحصیل شد. وی دوره‌های تکمیلی را در دانشکده لندن کشور انگلستان گذراند. هم‌اکنون عضو هییت علمی و استاد گروه فارماکولوژی در دانشکده پزشکی دانشگاه علوم پزشکی تهران است.

## مشاغل وسمت‌ها
۱.عضو انستیتو اعتیاد از سال ۱۳۸۳.
۲.عضو انستیتو بین‌المللی بیوشیمی و بیوفیزیک از سال۱۳۸۳.
۳.عضو آکادمی علوم پزشکی از سال۱۳۷۵.
۴.ویراستار مجله پزشکی ایرانیان از سال ۱۳۷۸.
۵.مدیر گروه فارماکولوژی دانشکده علوم پزشکی دانشگاه تهرانبین سال‌های۱۳۶۲ تا۱۳۶۴.
۶.استاد فاماکولوژی گروه فارماکولوژی دانشکده علوم پزشکی۱۳۶۴.
۷.ویراستار مجله دانشکده عتوم پزشکی دانشگاه تهران از سال۱۳۶۴.
۸.عضو شورای پژوهشی مرکز فیزیک نظری.
۹.عضو شورای پژوهشی مؤسسه علوم شناختی.
۱۰.عضو انجمن فیزیولوژی و فارماکولوژی ایران.

## جوایز ونشانها
- محقق نمونه از طرف وزارت بهداشت سال ۱۳۷۹.[۲]
- رتبه اول پژوهش پنجمین جشنواره ابن سینا.
- لوح تقدیر دانشگاه علوم پزشکی تهران در سال۱۳۸۷.
- برگزیده جایزه علمی علامه طباطبایی بنیاد ملی نخبگان 1390
- رتبه اول علوم پایه در دوره ۲۲ جشنواره رازی (۱۳۹۵) [۳]
- انتخاب دانشمند برتر سال ۲۰۱۲ در سایت آی اس آی.[۴]